# Ocalea
Ocalea u Ocálea (en griego, Ωκαλέα) es el nombre de una antigua ciudad griega de Beocia, que fue mencionada por Homero en el Catálogo de las naves de la Ilíada. Es definida como de altas torres en el himno homérico a Apolo.
Se desconoce su ubicación exacta: Estrabón la situaba a medio camino entre Haliarto y Alalcómenas, a 30 estadios de cada una, donde pasaba un arroyo del mismo nombre y señala que algunos consideraban que, junto con Medeón, Ocalea pertenecía al territorio de Haliarto.
Según una tradición de la mitología griega, tras la muerte de Anfitrión, Alcmena se casó con Radamantis y ambos vivieron en Ocalea.